# كريم بستاني (مدرب)
كريم بستاني (بالفارسية: کریم بوستانی)، من مواليد 21 مارس 1952، هو لاعب كرة قدم ومدرب إيراني سابق، سبق وأن درب المنتخب الإيراني التي شاركت في بطولة كأس آسيا، والتي استضافته دولة الكويت عام 1980، حيث درب عدة أندية، ومنها نادي صبا قم.